# Duke Energy
Duke Energy — американская энергетическая компания, снабжающая электроэнергией и газом 8,2 млн клиентов в Северной и Южной Каролине, Индиане, Флориде, Огайо, Теннеси и Кентукки.

## История
Джеймс Дьюк происходил из семьи торговцев табаком; в 1881 году он открыл фабрику по производству сигарет, к 1889 году выросшую в крупную монополию American Tobacco Company. Прибыль от табака Дьюк начал вкладывать в предприятия в других отраслях, в частности скупать гидроэлектростанции на плато Пидмонт в штатах Северная и Южная Каролине (они нужны были для принадлежавших ему же текстильных фабрик). Эти электростанции в июне 1905 года были объединены в The Southern Power Company; вскоре она сменила название на Duke Power Company. В 1910 году Дьюк основал компанию Mill Power Supply Company, начавшую производство электрической бытовой техники. В 1911 году концерн Дьюка был раздроблен, и Duke Power стала самостоятельной компанией (хотя Дьюк сохранял над ней фактический контроль до самой смерти в 1925 году). К 1920 году компания обеспечивала электроэнергией 20 % текстильных фабрик США, быстро росло и число розничных клиентов. В 1927 году компании пришлось дополнить генерирующие мощности большой тепловой электростанцией Buck Steam Station.
В 1956 году Duke и три другие энергетические компании создали ассоциацию атомной энергетики Каролин и Виргинии (Carolinas-Virginia Nuclear Power Association); в 1962 году был построен первый экспериментальный реактор (Carolinas–Virginia Tube Reactor). В 1965 году начала работу крупнейшая в мире угольная электростанция Marshall Steam Station, а в 1967 году Duke Power получила разрешение на строительство первой АЭС «Окони». К 1975 году, когда была открыта АЭС Брансуик, на атомную энергию приходилась почти треть генерирующих мощностей компании. В 1980-х годах развитие атомной энергетики замедлилось; в 1990 году компания открыла ГЭС «Бэд-Крик» стоимостью 1,1 млрд долларов.
В июле 1996 года начались переговоры о слиянии Duke Power с компанией PanEnergy, занимавшейся газоснабжением в 33 штатах и владевшей обширной сетью газопроводов. Это крупнейшее на то время слияние в энергетической отрасли (стоимостью 7,7 млрд долларов) состоялось в конце года, в результате возникла Duke Energy Corporation. Позже корпорация продолжала развиваться за счёт поглощения как в США, так и в Канаде и Латинской Америке. В 2002 году за 8 млрд долларов была куплена компания Westcoast Energy, тогда же сеть газопроводов была выделена в самостоятельную компанию Spectra Energy. Следующим крупным поглощением стала Cinergy Corporation за 9 млрд долларов. Слияние в 2012 году с компанией Progress Energy сделало Duke Energy крупнейшей энергетической компанией США. В 2014 году были проданы 13 электростанций на Среднем Западе США. В 2016 году за 4,9 млрд долларов была куплена газовая компания Piedmont Natural Gas.

## Деятельность
Генерирующие мощности Duke Energy по состоянию на 2022 год составляли 49,9 ГВт, из них 45 % — ТЭС на природном газе и мазуте, 35 % — АЭС, 18 % — угольные электростанции, 2 % — возобновляемые источники. Сеть компании включает 52 тыс. км линий электропередач и распределительную сеть общей протяжённостью 478 тыс. км. Газоснабжение осуществляется в штатах Северная и Южная Каролина, Теннеси, Огайо и Кентукки (1,6 млн клиентов).
Компании принадлежат 11 энергоблоков на 6 АЭС: АЭС Катоба (2), АЭС Макгуайр (2), АЭС Окони (3), АЭС Брансуик (2), АЭС Широн Харрис (1) и АЭС Робинсон (1).
В списке крупнейших публичных компаний в мире Forbes Global 2000 за 2022 год Duke Energy заняла 175-е место. В списке крупнейших компаний США по размеру выручки Fortune 500 заняла 145-е место.